# Partamona orizabaensis
Partamona orizabaensis là một loài Hymenoptera trong họ Apidae. Loài này được Strand mô tả khoa học năm 1919.